# 親孝行プレイ
『親孝行プレイ』（おやこうこうプレイ）は、みうらじゅん著のマニュアル本、またそれを基に描いた深夜ドラマ。2007年4月に角川書店より発行された。

## マニュアル本
自称親コーラー（親孝行家）のみうらじゅんによって「最初は偽善でもいい。心は後からついてくる」という考えと、その実体験に基づいたマニュアルが第9章に渡り書かれている。「親孝行」をどう行動に移すか、どうすれば効果的か、親にどう接し話しかければ喜んで貰えるかをワンポイントアドバイスつきでコミカルに描かれた作品である。

## テレビドラマ
2008年に制作・放送された。主演は安田顕。安田は、初めての主演ドラマとなった。毎日放送テレビ（MBSテレビ）、CBCテレビなど数局で放送され、ネット配信も行われた。
原作にはストーリーがないため、ドラマ版では、親不孝な3兄弟が親孝行に試行錯誤するという、オリジナルのストーリーが描かれている。
本作の好評を受け、2009年にはプレイシリーズとして、育児版となる『子育てプレイ』『子育てプレイ&MORE』が制作されている（本作の脚本・大谷洋介と監督の小池伊織が両作品にも携わっている）。

### キャスト
- 長男・シンイチ - 安田顕
- 次男・ケンジ - 要潤
- 三男・ユウゾー - 斎藤工
- オープニング / 番宣（声の出演） - 中井和哉
- オカン（声の出演） - 藤乃家心斎橋

#### ゲスト
- 電気屋 - 池田鉄洋（第6、8、13話）
- 横田ユカリ - 中村ゆり（第7話）
- 庄田さん - 松永玲子（第10話）
- 彦山先輩 - 佐藤二朗（第11、13話）

### スタッフ
- 原案・題字・キャラクターデザイン：みうらじゅん
- プロデューサー：森山敦、登坂琢磨、丸山博雄、船田晃、宮川洋紀
- 監督：マギー、小池伊織
- 脚本：マギー、大谷洋介（第6・8話）、いしかわ彰
- 撮影：横田浩幸
- 証明：林本修一
- 美術：平井淳郎
- 録音：吉川淳
- 編集：洲脇健一
- 助監督：山岸一行
- 製作担当：佐藤大樹
- 衣装：神波憲人
- ヘアーメイク：唐澤知子
- 音響効果：高島慎太郎
- フィーバマンデザイン：西川伸司
- 造型：品田冬樹（Vi･SHOP）
- 音楽：割田康彦
- 音楽制作協力：レイヴンジャムファクトリー
- 特別協力：みうらじゅん事務所・角川書店
- 制作：ゼネラル・エンタテイメント
- 企画協力：ガンジス
- 企画・製作：「親孝行プレイ」推進委員会

### テーマソング
エンディングテーマ
熊木杏里「my present」（キングレコード）
挿入歌（12話）
「オカンに捧げるバラード〜親孝行フェスタ ver.〜」
歌 - 三兄弟〔長男・シンイチ（安田顕）、次男・ケンジ（要潤）、三男・ユウゾー（斎藤工)〕
作詞 - Magy（マギー）、作曲 - Y,Warita（割田康彦）

### 放送日程
| 各話   | 放送日（毎日放送テレビ）   | サブタイトル                 |
| ------ | -------------------------- | ---------------------------- |
| 第1話  | 10月01日                   | オカンに贈ろう、ビデオレター |
| 第2話  | 10月08日                   | オレオレ詐欺は親孝行?!       |
| 第3話  | 10月15日                   | オカンへのプレゼント         |
| 第4話  | 10月22日                   | 家族旅行の思い出を我らに!    |
| 第5話  | 10月29日                   | オカンに捧げるバラード       |
| 第6話  | 11月05日                   | オカンから愛の宅急便         |
| 第7話  | 11月12日                   | オカンの友達がやってくる     |
| 第8話  | 11月19日                   | オカン、息子の嫁へ指輪を譲る |
| 第9話  | 11月26日                   | ギトンと対決!                |
| 第10話 | 12月03日                   | オカンの面影                 |
| 第11話 | 12月10日                   | マブダチは親の友             |
| 第12話 | 12月17日                   | 親孝行フェスタ               |
| 第13話 | テレビ未放映（DVD5巻収録） | 親孝行スゴロク               |

### 放送局
| 放送地域       | 放送局                      | 放送期間                       | 放送日時                 | 備考                    |
| -------------- | --------------------------- | ------------------------------ | ------------------------ | ----------------------- |
| 近畿広域圏     | 毎日放送テレビ（MBSテレビ） | 2008年10月1日 - 12月17日       | 水曜 25時25分 - 25時55分 | 制作局                  |
| 中京広域圏     | CBCテレビ                   | 2008年10月14日 - 12月23日      | 火曜 25時29分 - 26時00分 |                         |
| 福岡県         | RKB毎日放送                 | 2008年10月14日 - 2009年1月27日 | 火曜 26時30分 - 27時00分 |                         |
| 北海道         | 北海道放送                  | 2008年10月15日 - 2009年1月15日 | 水曜 23時55分 - 24時25分 |                         |
| 長崎県         | 長崎放送                    | 2008年11月11日 - 2009年2月3日  | 火曜 24時50分 - 25時20分 |                         |
| 岡山県・香川県 | 山陽放送                    | 2009年4月15日 - 2009年7月1日   | 水曜 23時59分 - 24時29分 |                         |
| 日本全域       | TBSチャンネル               | 2008年11月5日 - 2009年2月4日   | 水曜 22時30分 - 23時00分 | CS放送 リピート放送あり |
| 日本全域       | GyaO                        | 2008年11月7日 -                | 毎週金曜更新             | 無料ネット配信          |
| 日本全域       | TBSオンデマンド             | 2008年11月1日 - 2009年10月31日 | 毎月2-3話ずつ更新        | 有料ネット配信          |
| 日本全域       | GyaO NEXT                   | 2008年11月14日 -               | 毎週金曜更新             | 有料ネット配信          |
| 日本全域       | ShowTime                    | 2008年11月21日 -               | 毎週金曜更新             | 有料ネット配信          |
| 神奈川県       | テレビ神奈川                | 2012年5月7日 - 2012年8月13日   | 月曜 22時30分 - 23時00分 |                         |